# جاه حيدر بال (غرمسار كرمان)
جاه حیدر بال (بالفارسية: جاه حیدربال) هي قرية تقع في إيران في قسم مردهك الریفي. يقدر عدد سكانها بـ 142 نسمة بحسب إحصاء 2016.